# Medicago falcata
Medicago falcata es una especie perenne del género Medicago también llamada alfalfa amarilla, alfalfa de flor o  alfalfa de hoz nativa de la cuenca del Mediterráneo, aunque está extendida por todo el mundo en la actualidad.
De su hibridación con  Medicago sativa se han desarrollado tipos de plantas muy apreciadas en agricultura como forrajeras.

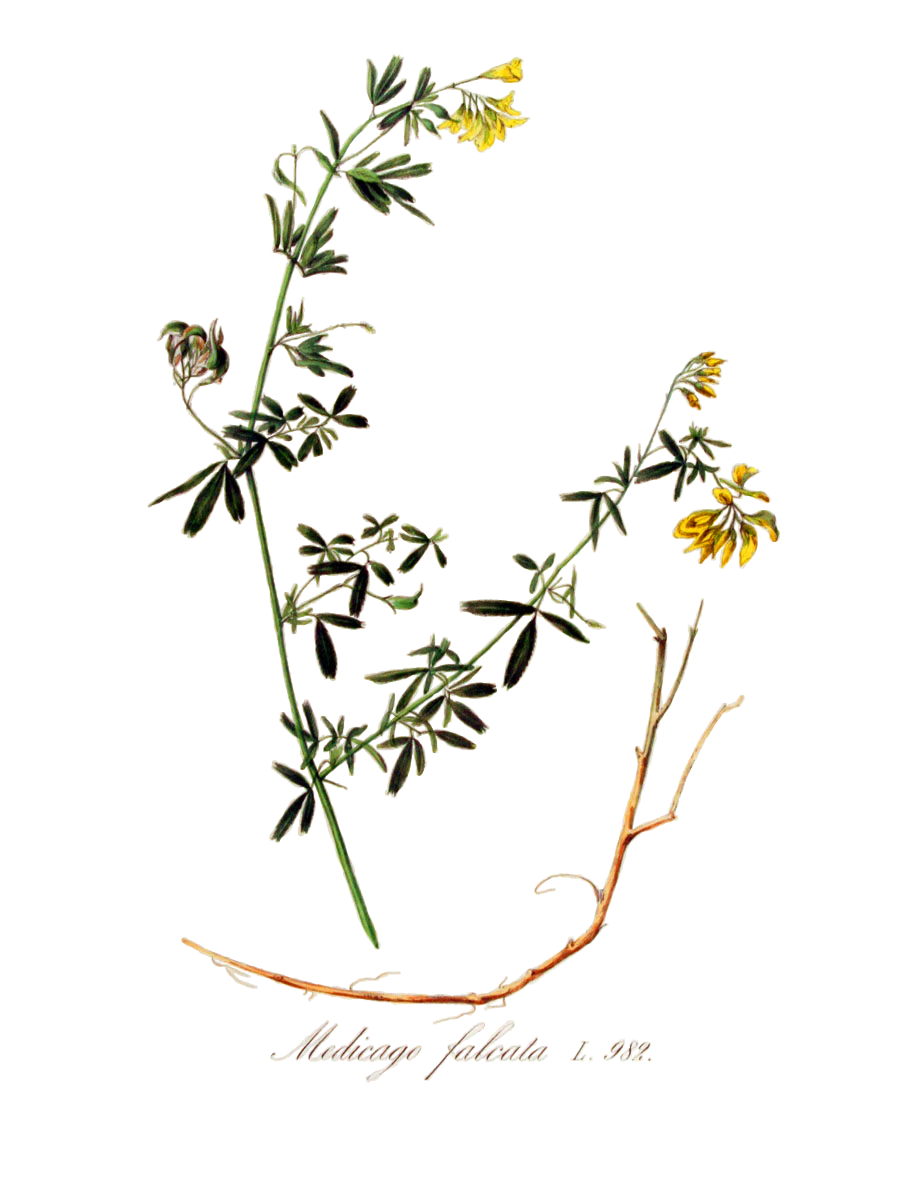
Ilustración de Flora Batava

## Descripción
El aspecto de las plantas de alfalfa es muy variado, desde mata abierta hasta de tipo arborescentes.
Posee un sistema radical bien desarrollado, y de distinto tipo en función de las condiciones ambientales: principal-arraigado, rizomatoso o rastrero.
Los tallos son numerosos, erectos o procumbentes; llegan a alcanzar una altura de 20-150 cm (normalmente suelen medir entre 40 y 80 cm de alto) pudiendo ser lampiños o contener pelos dispersos.
Las hojas son trifoliadas por lo general, aunque existe algún tipo (híbrido cultural) que desarrolla hasta once foliolos; varían en forma (obovadas, oblongas, ovales o anchamente ovadas) y tamaño (por lo general,5-22 mm de longitud y 2-6 mm de ancho); el borde superior del foliolo es dentado y su peciolo medio algo alargado, lo cual diferencia a las alfalfas de los tréboles, cuyo foliolo central es sentado.
Los racimos son ovales y densos sobre pedúnculos no muy largos. Las flores son de color amarillo.
Una característica de estas plantas es el fruto o vaina, que se presenta simplemente curvada o vuelta sobre sí misma, formando un bucle abierto o un tirabuzón corto. Esta vaina es portadora de varios granos o semillas. Rara vez se presenta uno sólo: puede abrirse o permanecer entera. Las vainas son de pequeño tamaño, y con escasos pelos, de 6-15 mm de longitud (por lo general 8-12) y 2-3,5 mm de ancho.
La semilla es difícil de cosechar ya que las vainas estallan al llegar a la madurez.

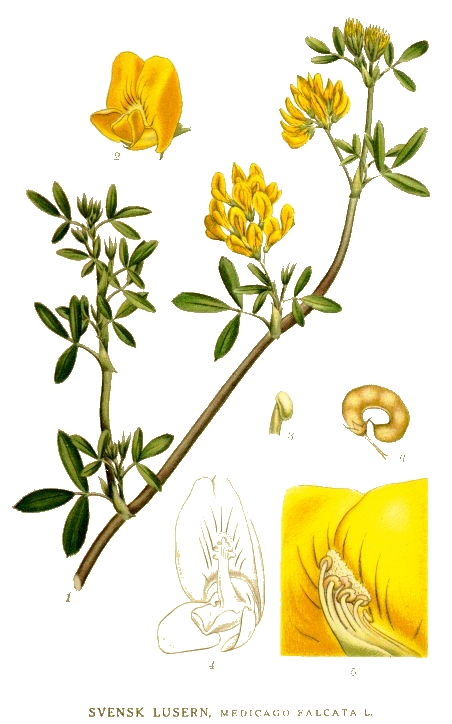
Medicago sativa in Carl Axel Magnus Lindman (c. 1920)

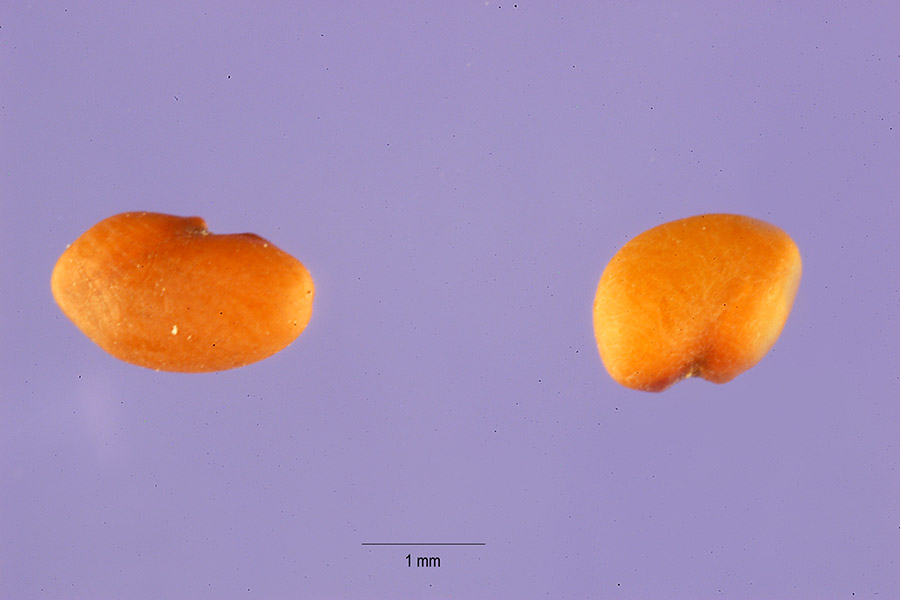
Semillas de Medicago falcata.

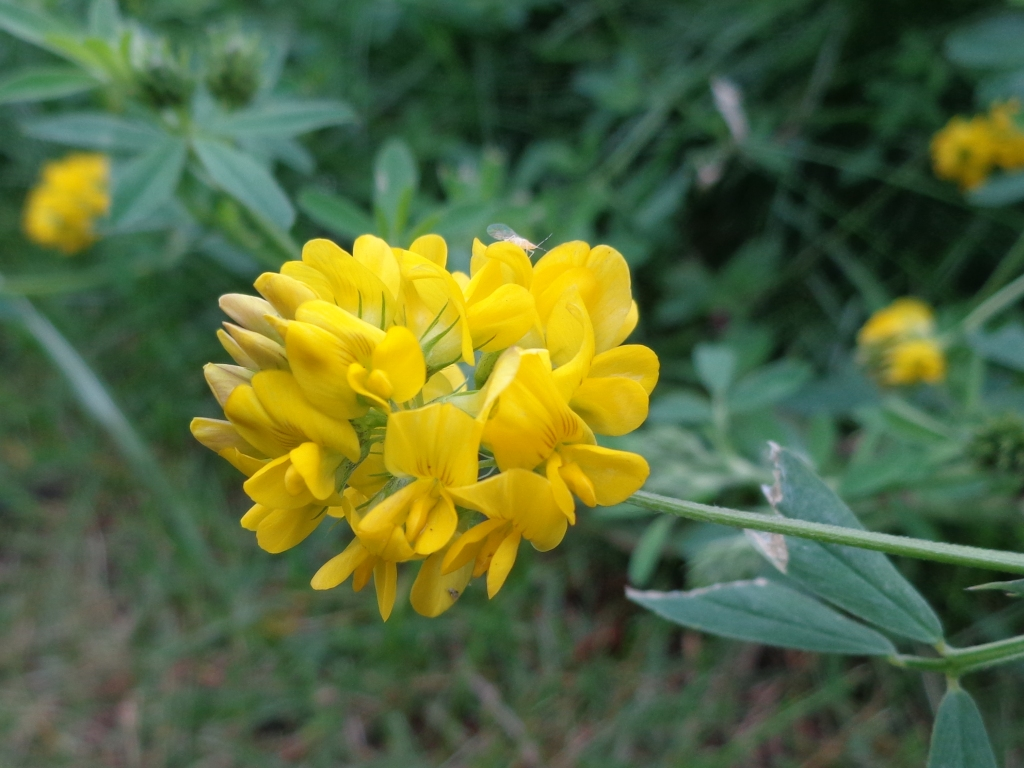
Flor

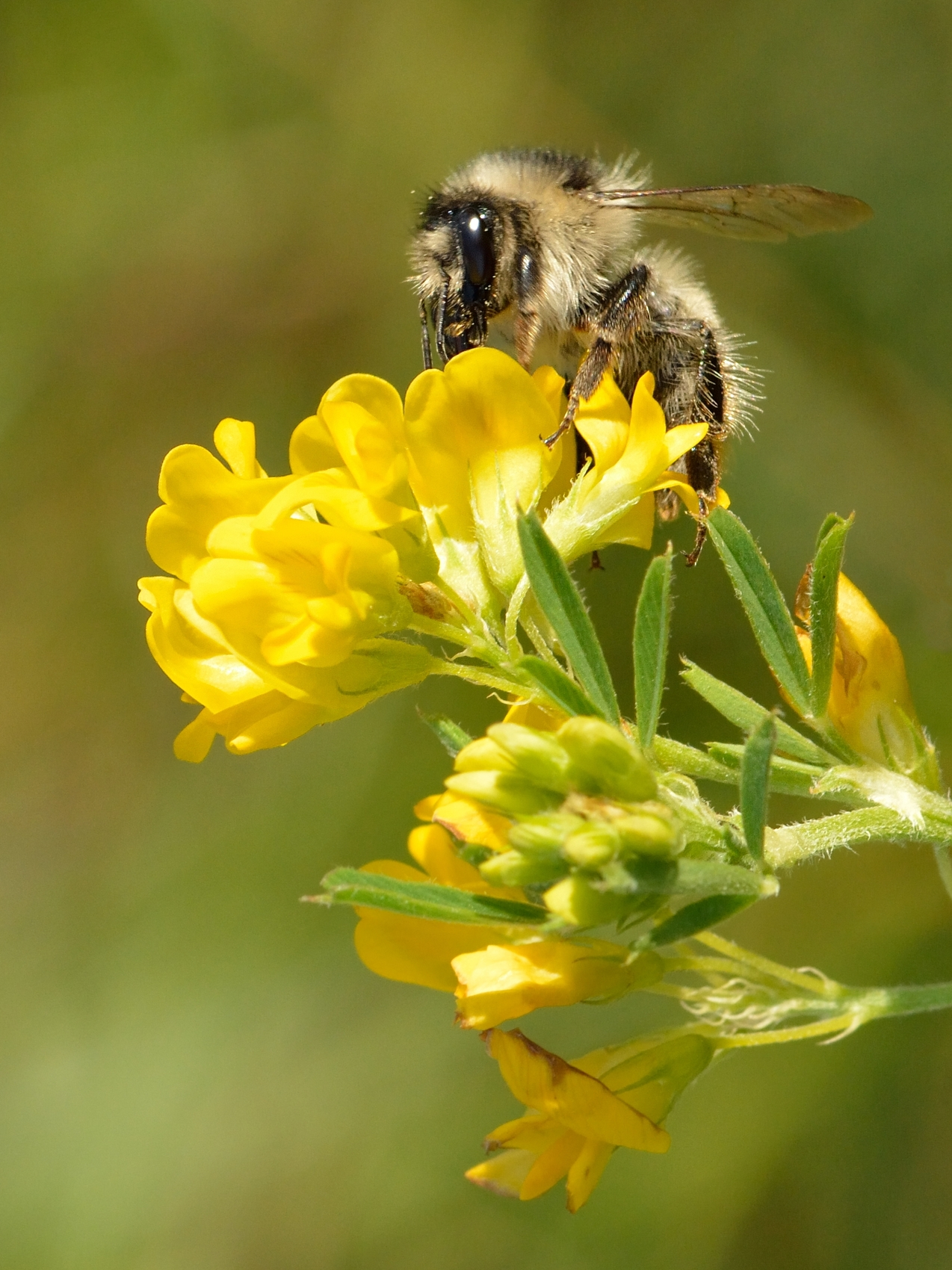
Polinización

## Zonas de cultivo
Es una planta adaptada a una amplia variedad de suelos y condiciones climáticas, desarrollándose mejor en suelos profundos y arcillosos, bien drenados. Es relativamente tolerante al frío y a la sequía, respondiendo bien al riego. Soporta hasta un cierto nivel de alcalinidad en el suelo y tolera los suelos salinos más que otras especies forrajeras.
Es más resistente a las heladas que otras medicago.
Abundante en ambientes severos como Siberia, Mongolia y altas zonas del Himalaya. Es un cultivo espontáneo forrajero importante en Nepal.

## Uso y aprovechamiento
Su perennidad y el hábito de crecimiento erecto hace que sea un cultivo muy adecuado para heno, ensilaje o en forma deshidratada. Por lo general, suele ser productivo durante 8-16 años. Se cultiva tanto en monocultivo como en policultivo.
Es una especie rica en proteínas, minerales y vitaminas. Su valor alimenticio viene determinado en gran medida por la etapa de crecimiento en que se encuentra en el momento de su utilización.
Si comparamos la alfalfa amarilla con la hierba que crece a su alrededor en la misma etapa de crecimiento, se comprueba que la alfalfa tiene un menor grosor de la pared celular y un menor contenido de fibra digestible; sin embargo posee mayor cantidad de células digeribles y un mayor contenido en proteína bruta. También tiene un contenido más alto de la mayoría de los minerales de importancia nutricional para el ganado. El cultivo de la alfalfa es apto para pastoreo intensivo. Tiene una alta capacidad de fijación de nitrógeno gracias a su relación simbiótica con la bacteria Sinorhizobium meliloti.
Los rangos de productividad de forraje en masa son 7,5-15,0 TM / ha, los de producción de heno son 2,5-7,5 t / ha y los de productividad de semillas son 50-300 kg / ha.
Son plantas melíferas, muy visitadas por las abejas, lo cual favorece la fecundación y la cosecha de la semilla.
Es susceptible a muchas plagas y enfermedades.
Las saponinas vegetales pueden interactuar con las bacterias del rumen y causar hemólisis en los animales.

## Infrataxones: subespecies y variedades
- Medicago falcata var. ambigua Trautv. Enum. Pl. 474, 1860
- Medicago falcata subsp. erecta Kotov	 1: 69, 1933
- Medicago falcata subsp. falcata
- Medicago falcata var. falcata
- Medicago falcata subsp. glandulosa (Koch) Greuter & Burdet, Willdenowia 19(1): 32, 1989
- Medicago falcata var. glandulosa Koch	Deutschl. Fl. (ed. 3) 5: 318, 1839
- Medicago falcata var. revoluta Sumner
- Medicago falcata subsp. romanica (Prodán)  O.Schwarz &n Klink., Verh. Bot. V. Prov. Brandenburg 74: 182, 1933
- Medicago falcata var. romanica (Prodán) Hayek Prodr. Fl. Penins. Balcan. 1: 825,1926
- Medicago falcata var. subdicycla Trautv.
- Medicago falcata subsp. teneriensis Vassilcz.

## Taxonomía
Medicago falcata fue descrita por (L.) Huds. y publicado en Flora Anglica 288. 1762.
Citología
Número de cromosomas de Medicago falcata (Fam. Leguminosae) y táxones infraespecíficos:  2n=32
Etimología
Medicago: nombre genérico que deriva del término latíno medica, a su vez del griego antiguo: μηδική (πόα) medes que significa "hierba".
falcata: epíteto latíno que significa "con forma de hoz".
Sinonimia
- Medicago aurantiaca Godr.
- Medicago borealis Grossh.
- Medicago falcata L. subsp. erecta Kotov
- Medicago falcata L. subsp. falcata
- Medicago falcata L. subsp. glandulosa Mert. & W.D.J.Koch
- Medicago falcata L. var. glandulosa Mert. & W.D.J.Koch
- Medicago falcata L. subsp. romanica (Prodan) O.Schwarz & Klink.
- Medicago falcata L. var. romanica (Prodan) Hayek
- Medicago falcata L. subsp. tenderiensis (Klokov) Vassilcz.
- Medicago falcata L. subsp. urumovii Degen
- Medicago glandulosa (Mert. & W.D.J. Koch) Davidov
- Medicago glutinosa sensu Hayek
- Medicago kotovii Wissjul.
- Medicago procumbens Besser
- Medicago quasifalcata Sinskaya
- Medicago romanica Prodan
- Medicago sativa L. subsp. falcata (L.)Arcang.
- Medicago sativa L. var. falcata (L.) Alef.
- Medicago sativa L. subsp. glandulosa (Koch) Arcang.
- Medicago sativa L. subsp. glomerata (Balb) Tutin
- Medicago talcata L.
- Medicago tenderiensis Klokov[5]

## Nombre común
- Castellano: alfalfa (2), alfalfa de flor amarilla, almelca, almerca, almialca, amialca, amielga, carretones, mielga de flor amarilla, mielga de flor azafranada, mielga loca.(el número entre paréntesis indica las especies que tienen el mismo nombre en España)[6]